# Wet Willie
Wet Willie is een Amerikaanse "southern rock"-band, die in 1969 ontstond in Mobile (Alabama). Aanvankelijk heette de groep "Fox", maar in 1970 veranderde de naam in "Wet Willie".
De kern van de groep bestond uit vijf man:
- Jimmy Hall, zang, mondharmonica, saxofoon;
- zijn broer Jack Hall, basgitaar;
- John Anthony, keyboards;
- Ricky Hirsch, gitaar;
- Lewis Ross, drums en slagwerk.

Tussen 1971 en 1979 bracht de groep een LP per jaar uit. De eerste zeven verschenen bij het platenlabel Capricorn Records, dat zich speciaal toelegde op southern rock. Na het derde album werd de groep verrijkt met een duo achtergrondzangeressen, "The Williettes", met Jimmy en Jack's zuster Donna Hall als permanent lid. In 1974 was Elkie Brooks ook een tijdlang lid van de groep. Wet Willie was een populaire liveband. De muziek van de groep was meer soul-georiënteerd dan de bluesrock van bijvoorbeeld The Allman Brothers Band of de countryrock van de Marshall Tucker Band.
In 1974 had Wet Willie zijn grootste hit met de single "Keep On Smilin'", genomen uit de gelijknamige LP. Het nummer klom tot nummer 10 in de Billboard Hot 100 op 24 augustus 1974.
In 1977 stapte Wet Willie over naar Epic Records. De groep kreeg een nieuwe bezetting; naast de broers Hall bestond ze nu uit Mike Duke (keyboards, zang), Marshall Smith (gitaar, zang), Theophilus K. Lively (drums, zang) en Larry Berwald (gitaar).  Op Epic kwamen nog twee studio-LP's uit. Van beide platen werd een single uitgebracht die de top-30 haalde in de VS: "Street Corner Serenade" uit Manorisms en "Weekend" uit Which One's Willie?. Maar de LP's verkochten niet goed en in 1980 werd de groep ontbonden.
In de jaren 1990 werd de band opnieuw opgericht, met als kernleden Jimmy Hall, John Anthony en Ricky Hirsch, aangevuld met o.a. Mike Duke, Marshall Smith en T.K. Lively. Ze blijven optreden en noemen zichzelf ofwel Wet Willie (met Jimmy Hall), ofwel The Wet Willie Band (zonder Jimmy Hall, met Ric Seymour als zanger).

## Discografie
LP's van de originele Wet Willie (1970-1980):
- Wet Willie (Capricorn Records, 1971)
- Wet Willie II (Capricorn Records, 1972)
- Drippin' Wet (Live opgenomen op oudejaarsavond 1972 in New Orleans. Capricorn Records, 1973)
- Keep On Smilin' (Capricorn Records, 1974).
- Dixie Rock (Capricorn Records, 1975)
- The Wetter The Better (Capricorn Records, 1976)
- Left Coast Live (Capricorn Records, 1977)
- Manorisms (Epic Records, 1978)
- Which One's Willie? (Epic Records, 1979)